# Javawellenspecht
Der Javawellenspecht (Meiglyptes tristis) auch Braunbürzelspecht ist eine Vogelart aus der Familie der Spechte (Picidae). Dieser kleine Specht ist über große Teile Südostasiens verbreitet. Die Art bewohnt den ursprünglichen tropischen Regenwald ebenso wie Sekundärwald im Inland und an den Küsten, aber auch alte Gummibaumplantagen und Obsthaine. Die vor allem aus Ameisen und anderen Insekten bestehende Nahrung wird in der mittleren und oberen Baumschicht, aber auch an kleineren Bäumen vor allem an Zweigen und den äußeren Enden von Ästen gesucht. Der Bestand ist offenbar rückläufig, der Javawellenspecht wird von der IUCN aber noch als ungefährdet („least concern“) eingestuft.

## Beschreibung
Javawellenspechte sind sehr kleine Spechte mit relativ kleinem Kopf mit kurzer Haube und einem kurzen Schwanz. Der verhältnismäßig lange Schnabel ist am First nach unten gebogen, punktförmig zugespitzt und an der Basis recht schmal, die Nasenlöcher sind nur teilweise durch Federn verdeckt. Die Körperlänge beträgt 17–18 cm, das Gewicht 31–50 g. Die Art ist damit etwas größer als ein Kleinspecht, aber fast doppelt so schwer. Sie zeigt hinsichtlich der Färbung einen geringen Geschlechtsdimorphismus. 
Diese Spechte sind insgesamt recht kontrastreich schwarz und weißlich gebändert. Bei Männchen der Unterart Meiglyptes t. grammithorax sind unterer Rücken und Bürzel einfarbig weißlich beige, der übrige Rücken und die Oberschwanzdecken sind schwarz und weißlich beige gebändert. Die Oberseite der Schwingen und die Oberflügeldecken sind schwarz mit weißlich beigen Binden, letztere sind auf den Spitzen der Flügeldecken und den Innenfahnen der Schwingen am breitesten. Die Schwanzoberseite ist ebenfalls schwarz und zeigt schmale beige-weißliche Binden. Auch die gesamte Unterseite des Rumpfes ist schwarz und weißlich-beige gebändert. Die Binden sind auf der oberen Brust und an den Flanken schmal, auf dem oberen Bauch vereinen sich die dunklen Binden meist zu einem bräunlichen oder schwärzlichen Fleck. Die Unterseite der Schwingen ist schwarzbraun, die Unterflügeldecken zeigen eine hell beigeweißliche Färbung. Die Schwanzunterseite ist auf braunem Grund schmal beige gebändert.
Kopf, Hals und die kurze Haube sind auf hellbeigem Grund schmal schwarz gebändert, diese Binden sind auf der Stirn meist weniger deutlich oder fehlen ganz. Augenring, Schnabelbasis und die vordere Augenumgebung sind einfarbig blassbeige. Der Bartstreif ist kurz und dunkelrot. Der Schnabel ist schwarz, Beine und Zehen sind grau bis grünlich. Die Iris ist warm braun. 
Bei Weibchen fehlt lediglich der rote Bartstreif, dieser Bereich ist wie der übrige Kopf schwarz und beige gebändert.

## Lautäußerungen
Javawellenspechte sind akustisch wenig auffällig. Einzelne, manchmal auch doppelte oder unregelmäßig gereihte Rufe wie „pit“ werden bei geringer Erregung oder im Flug geäußert. Ein etwa fünfmal so langes „piii“ ist offenbar ein Alarmruf. Gegenüber dem Paarpartner werden „wicka“-Rufe geäußert, die denen der amerikanischen Goldspechte (Colaptes sp.) ähneln. Ein leises, oft mehr als zwei Sekunden dauerndes und auf- und abschwellendes Rasseln wie „drrrrr“ dient offenbar der Verständigung über größere Entfernung. Javawellenspechte trommeln nur leise, die einzelnen Trommelwirbel werden mit etwa 15 Schlägen pro Sekunde vorgetragen und dauern 1,5 bis 3 Sekunden, wobei das Tempo am Anfang höher ist und später abfällt.

## Verbreitung und Lebensraum
Dieser Specht ist über große Teile Südostasiens verbreitet. Das Verbreitungsgebiet reicht in West-Ost-Richtung vom Nordwesten Sumatras bis in den Osten Borneos, in Nord-Süd-Richtung vom Süden Myanmars und Thailands bis zur Südspitze Sumatras und zumindest ursprünglich bis in den Westen Javas. Die Größe des Gesamtverbreitungsgebietes ist nicht genau bekannt.
Die Art bewohnt den ursprünglichen tropischen Regenwald ebenso wie Sekundärwald im Inland und an den Küsten, wo sie vor allem an Waldkanten, auf Lichtungen oder im Urwald an Stellen mit Sekundärwald häufig ist. Javawellenspechte besiedeln aber auch alte Gummibaumplantagen und Obsthaine. Das Vorkommen ist weitgehend auf die Niederungen beschränkt, die Tiere kommen in Thailand bis in 600 m Höhe und in Malaysia bis 800 m Höhe vor.

## Systematik
Es werden zwei recht gut differenzierte Unterarten anerkannt: 
- Meiglyptes tristis grammithorax (Malherbe, 1862) – größter Teil des Verbreitungsgebietes.
- Meiglyptes tristis tristis (Horsfield 1821) – das Verbreitungsgebiet der Nominatform ist oder war auf den Westen Javas beschränkt. Die Bänderung ist oberseits schmaler als bei der Nominatform und mit größerem Weißanteil, auf der Unterseite ist hingegen der Schwarzanteil größer. An den oberen Flanken sind gelegentlich weiße Partien vorhanden.

## Lebensweise
Javawellenspechte werden oft in Paaren angetroffen, die mehr oder weniger losen Kontakt zueinander halten, gelegentlich werden sie auch zusammen mit anderen kleinen insektenfressenden Vogelarten beobachtet. Die Nahrung wird vor allem an den Zweigen und Blättern der Kronen großer Bäume gesucht, aber auch an Stämmen und kronennahen toten Ästen, sowie an jüngeren Bäumen. Zwischen zur Nahrungssuche angeflogenen Stellen stehen häufig mehrere Bäume. Nahrungsobjekte werden vor allem durch Ablesen, seltener durch Stochern und Sondieren erlangt, dabei werden Rinde, Blätter und dünne Zweige abgesucht. Die Tiere hacken nur selten und nicht sehr kräftig. Die Nahrung besteht aus Ameisen und anderen Insekten. Javawellenspechte bewegen sich sehr schnell und sitzen oft quer auf Ästen oder hängen meisenähnlich in Rückenlage an Zweigen. Der Flug ist geradlinig ohne die für viele Spechte typischen Wellenlinien. 
Die Brutzeit erstreckt sich wahrscheinlich von März bis Juli. Die Bruthöhlen werden in Höhen von unter 2 bis 15 m in lebenden und toten Bäumen angelegt, das Gelege besteht aus zwei Eiern. Weitere Angaben zur Brutbiologie liegen bisher nicht vor.

## Bestand und Gefährdung
Angaben zur Bestandsgröße gibt es nicht, die Art gilt in ihrem großen Verbreitungsgebiet jedoch überwiegend als recht häufig bis häufig. Der Bestand ist insgesamt offenbar rückläufig. Ob die Art noch auf Java vorkommt ist unsicher, von dort gibt es keine neueren Nachweise. Der Javawellenspecht wird von der IUCN insgesamt aber noch als ungefährdet („least concern“) eingestuft.